# Amaka Igwe
Amaka Igwe (2 tháng 1 năm 1963 – 28 tháng 4 năm 2014) là một nhà làm phim và còn là một biên kịch, đạo diễn, doanh nhân người Nigeria. Ngoài ra, bà còn là chủ của một đài phát thanh tên là Top Radio 90.9FM Lagos và xưởng làm phim Awaka Igwe. Và nhờ những thành tựu của bà, bà được xem như là người đã thay đổi điện ảnh của Nigeria.

## Lí lịch
Bà sinh ra ở thành phố Port Harcourt, bang River, là con của hai ông bà Isaac Ene và Patience Ene. Bà là người con thứ 5 trong gia đình bảy người con.
Bà học tại trường All Saints và trường trung học nữ Awkunanaw ở thành phố Enugu. Bà từng đánh boxing, chơi bóng rổ và là đội trưởng của đội bóng đá nữ. Trong thời gian Amaka Igwe học tại trường đại học Idia, bà dạy cho mọi người điệu nhảy Atilogwu (điệu nhảy của dân tộc Igbo) và cũng viết kịch, nhạc.Bà muốn học luật nhưng bà được nhận học bổng để học về thần học. Và bà học nó tại trường đại học Ife (nay là đại học Obafemi Awolowo).
Bà qua đời ngày 28 tháng 4 năm 2014 vào lúc 20 giờ 30 phút do hen suyễn. Tang lễ của bà được thống đốc bang Imo và các nhân vật của Nollywood tham dự.

## Sự nghiệp
Bà bắt đầu nổi tiếng khi làm biên kịch và là nhà sản xuất của loạt phim truyền hình chính kịch dài kì đã đạt giải thưởng tên là Checkmate và một phần của nó tên là Fuji House of Commotion. Những dự án Nollywood (nền công nghiệp điện ảnh của Nigeria) là Rattle Snake và Violated.
Bà đã giành được một số giải thưởng trong sự nghiệp của bà như vào năm 2011, bà được nhận được huân chương liên bang MFR, nghĩa là "Thành viên của Liên bang nước Cộng hòa Nigeria" (tiếng Anh: Member of The Federal Republic of Nigeria).

## Phim ảnh
- Rattle Snake 1,2 & 3
- Violated 1&2
- To Live Again
- Full Circle
- A Barber's Wisdom

## Loạt phim truyền hình
- Fuji House of Commotion
- Solitaire
- Now We Are Married
- Infinity Hospital
- Bless This House
- Checkmate